# Aron Sandberg

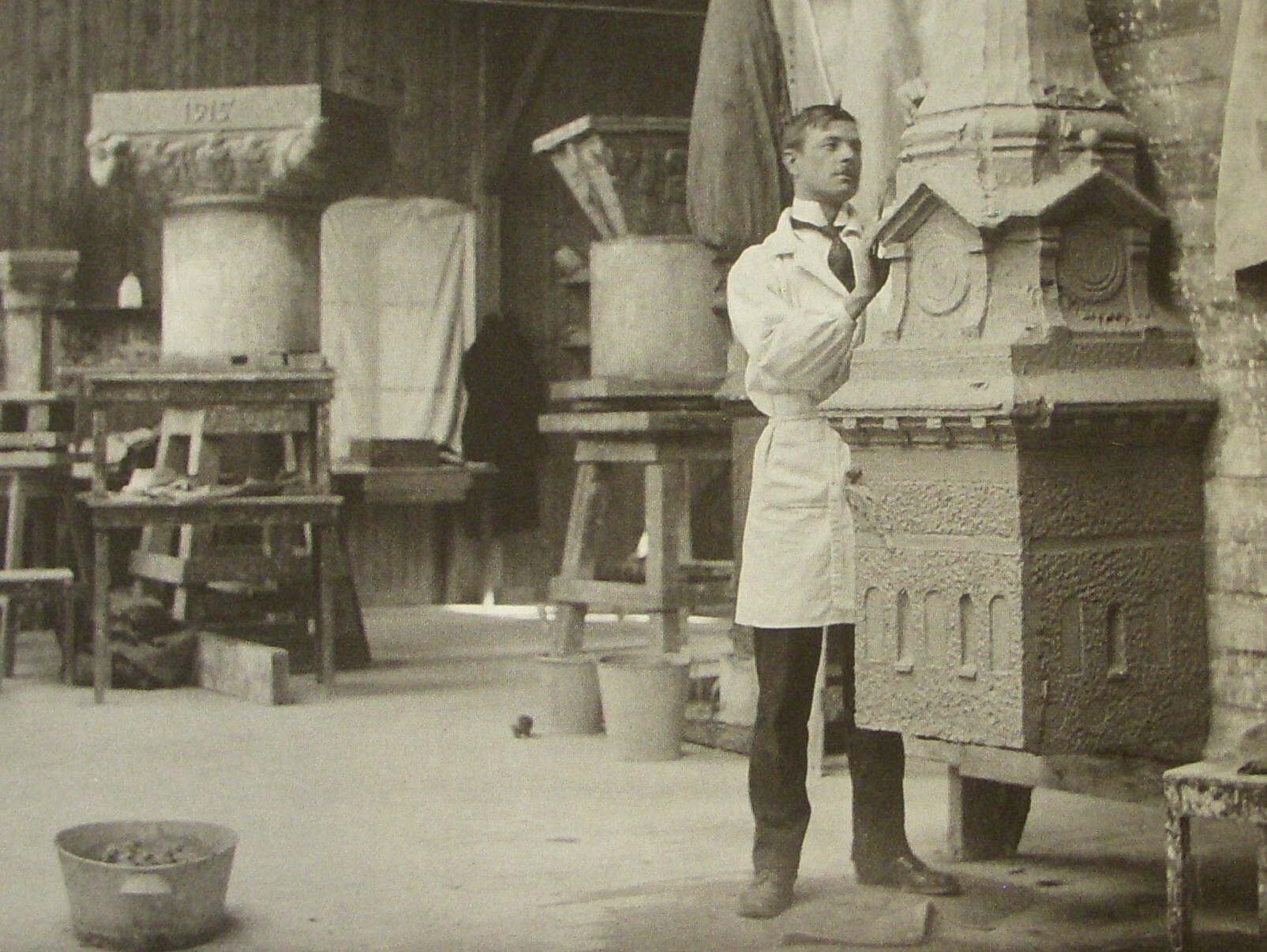
Aron Sandberg arbetar med en skulptur för Stockholms stadshus, 1916.

Aron Simon Sandberg, född 5 januari 1873 i Gränna, Jönköpings län, död 28 november 1959 i Katarina församling, Stockholm, var en svensk skulptör och medaljkonstnär.

## Liv och verk
Efter utbildning i trähuggeri i Gränna flyttade han till Stockholm 1899 där han fick arbete vid L O Mellins träsnideriverkstad. Han fortsatte sin utbildning vid Tekniska skolan 1902 med Herman Neujd som lärare i dekorativ skulptur och utexaminerades från skolans högre avdelning 1905. Under sin elevtid lärde han känna Christian Eriksson som anlitade Sandberg som medhjälpare vid huggningen av några björnreliefer till Kiruna och två granitreliefer för Svenska läkarsällskapets hus vid Klara kyrkogård. Ett stipendium möjliggjorde en vistelse i Paris 1906–1908 där han besökte olika skulpturskolor på dagarna och tecknade kroki på kvällarna han fick även en period undervisning av Carl Fagerberg. Helgerna använde han till att studera samlingarna av assyrisk, egyptisk och grekiska skulpturer på Louvren. Vid återkomsten till Sverige 1908 arbetade han med några möbelskulpturer för Nordiska kompaniet som skulle ställas ut på Stockholmsutställningen 1909. Liksom sin bror knöts han till Carl Westmans rådhusbygge i Stockholm 1912–1913 där han modellerade fram olika djur för huvudtrappan, skeppet över ingången och skvallerkäringarna på den stora kalkstenpelaren på andra våningen. Samtidig arbetade han med dekorativa fasadskulpturer för Röhsska konstslöjdmuseet i Göteborg. Från 1913 och tio år framåt arbetade han vid Ragnar Östbergs stadshusbygge där han utförde tornfigurer, kapitäl, reliefer och porträttbyster samt den 7,6 meter höga Sankt Eriksstatyn. Statyn var tänkt att placeras högst upp i stadshustornet på plattformen under klockorna, men hamnade till slut som gipsmodell i Stadshusets tornmuseum. Mellan 1923 och 1926 arbetade han med Södra Kungstornet i Stockholm där han gjorde fyra tornfigurer. 
Han har utfört ett flertal monumentala arbeten, ofta i nära samarbete med arkitekter som Ragnar Östberg, Carl Westman, Cyrillus Johansson och Ivar Callmander. Blad hans monumentala arbeten märks bland annat en Kristusfigur i trä för Patologiska institutionens gravkapell i Uppsala, en byst över Jonas Alströmer i Alingsås, Blanchemonumentet i Stockholm, en minnestavla i Adolf Fredriks kyrka, portreliefer för Sundsvalls enskilda bank, Engelbrektsmonumentet vid Stadshuset, skulpturutsmyckning av Mjölby stadshus och en mängd dekorationsfigurer på fastigheter i Stockholm och övriga landet. Vid sidan av dessa arbeten som huvudsakligen är utförda i marmor eller granit, modellerade han mindre prydnadsföremål med alldagliga händelser och modellerade medaljer. 
Sandberg har även arbetat med möbeldesign och inredningar för privata uppdragsgivare. Bland annat skulpterade han pelare i ek till Högberga gård på Lidingö. Han arbetade ofta tillsammans med brodern Gustaf, som han delade ateljé med. De arbetade ofta som "Bröderna Sandberg" och det är därför svårt att veta vem som gjorde vad. Han var överlärare i ornamentsmodellering vid Tekniska skolan i Stockholm 1925–1945. Han medverkade i Konstnärsförbundets utställning på Liljevalchs konsthall 1916, Industri och konstutställningen i Nässjö 1922, Jönköpingsutställningen 1928, Tibro 1949, Härnösand och Kramfors 1954 samt i Sveriges allmänna konstförening salonger i Stockholm under 1940- och 1950-talen. Sandberg är representerad vid bland annat Nationalmuseum i Stockholm.
Aron Sandberg var son till lantbrukaren Anders Sandberg och Kristina Jaensdotter och från 1917 gift med Ellen Fredrika Malmgren. Han var bror till Gustaf Emil Sandberg, även han skulptör, och farbror till Margareta Sandberg-Hög. Makarna Sandberg är begravda på Katarina kyrkogård i Stockholm.

## Bildgalleri

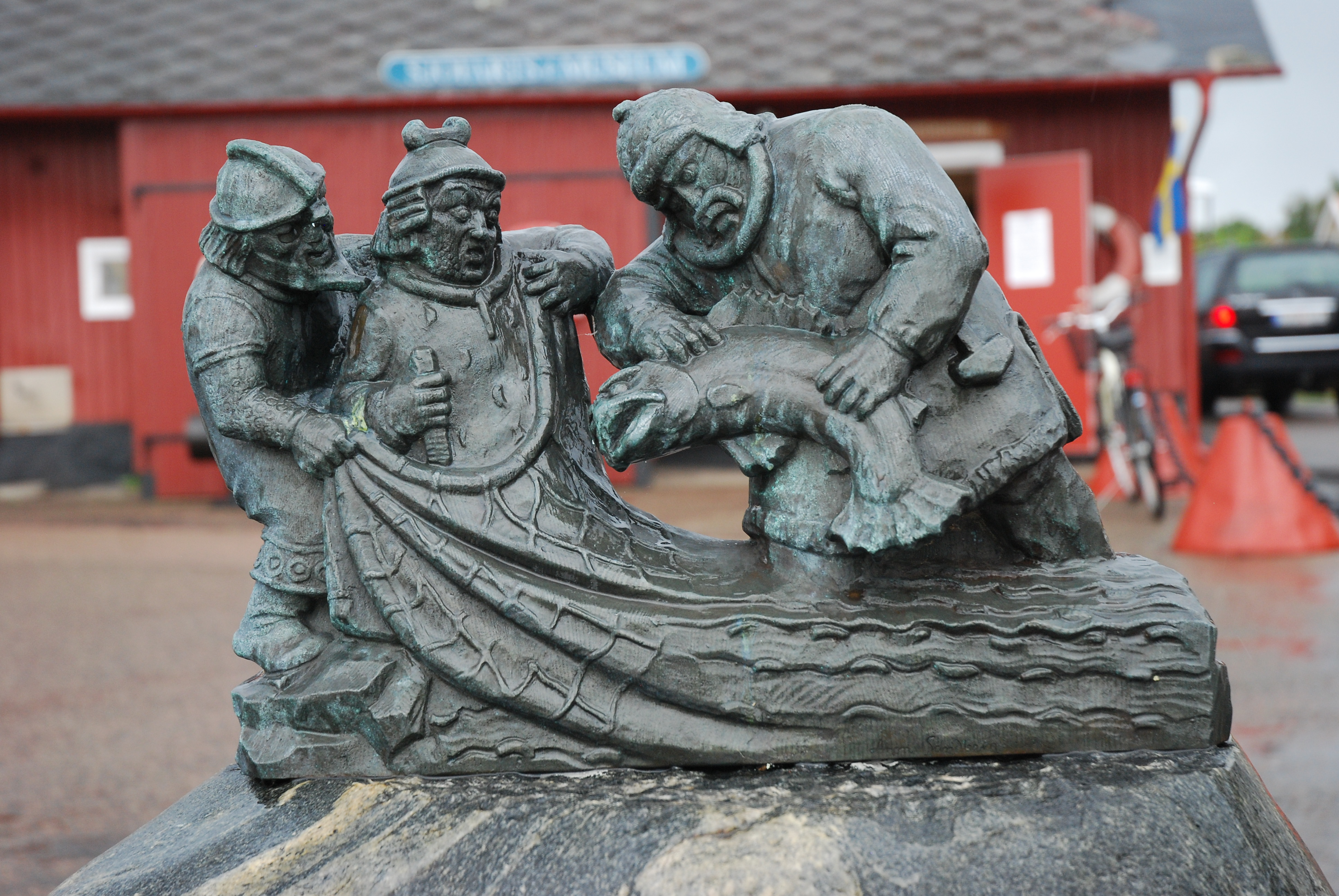
Jonas fiskefänge i hamnen i Viken.
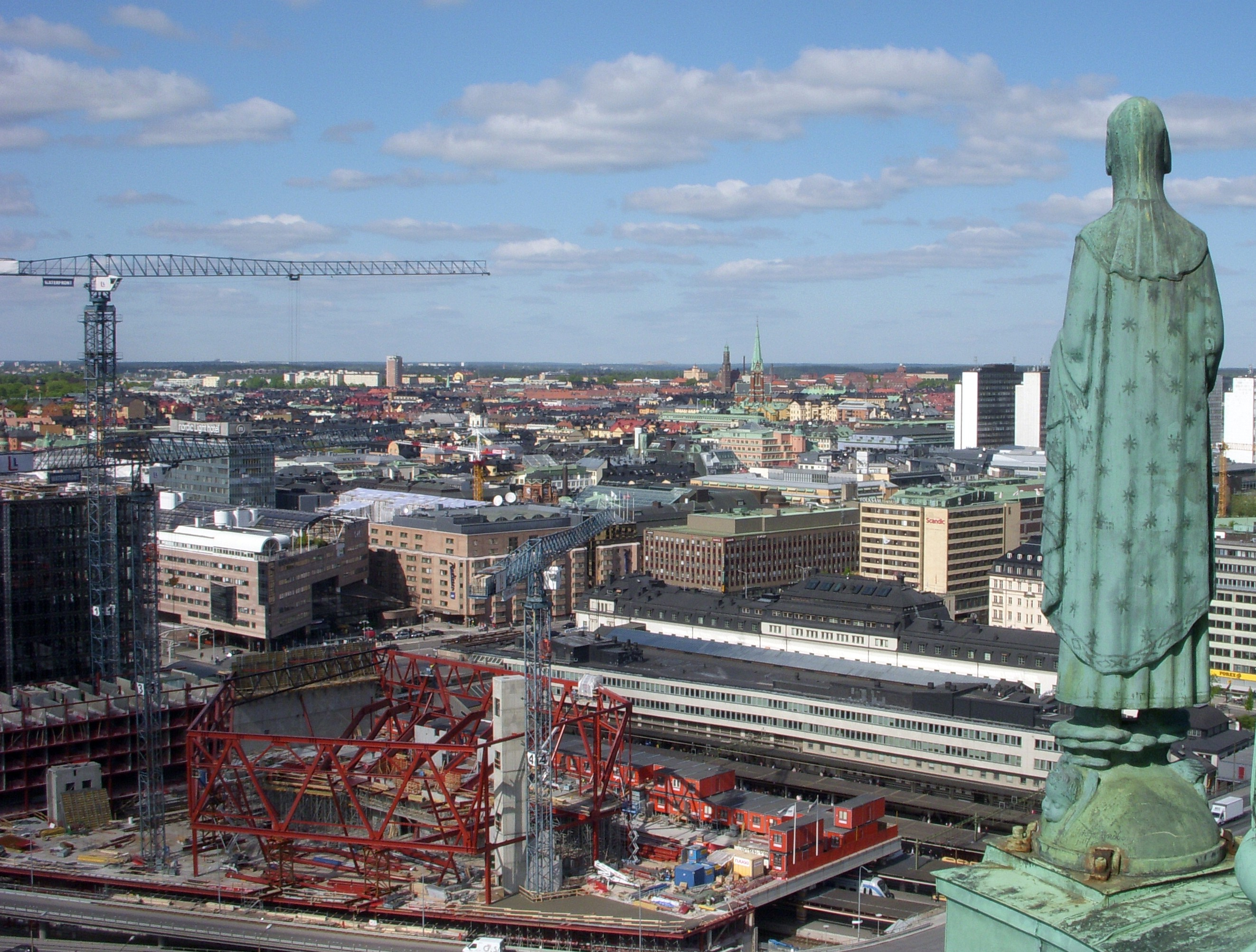
Sankta Klara, tornfigur på Stockholms stadshus.
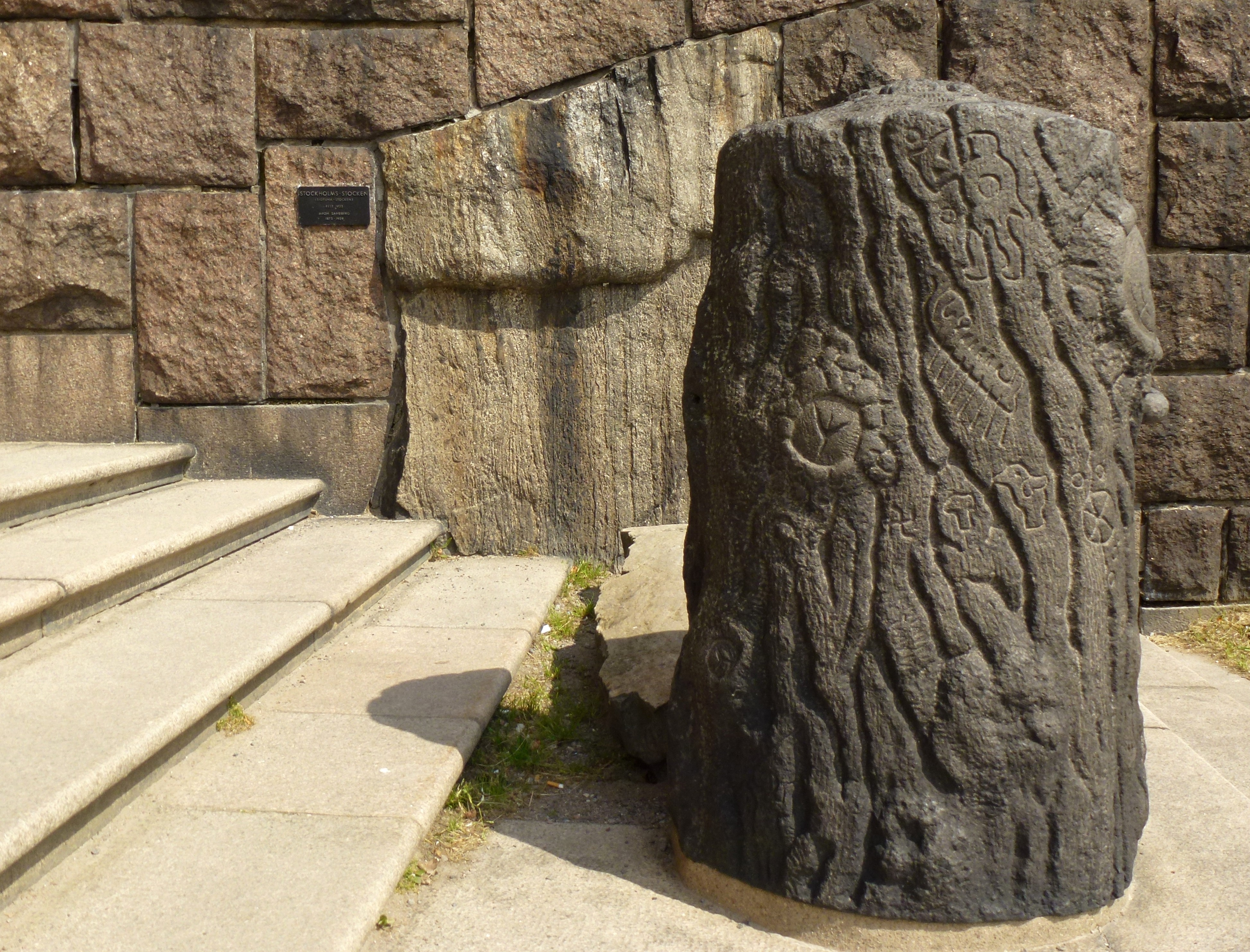
Stockholms-stocken, Stadshusparken.
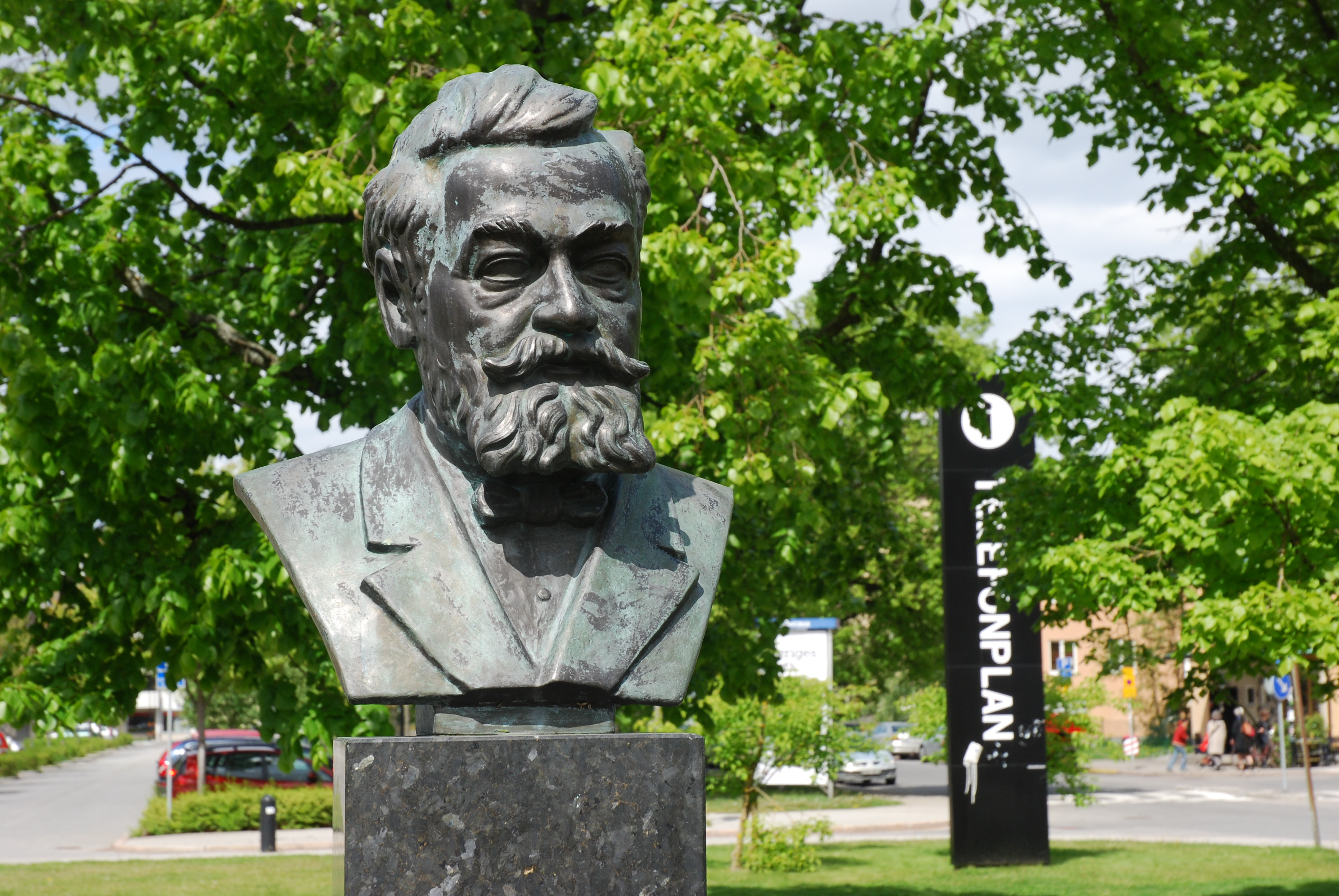
Byst av Lars Magnus Ericsson vid Telefonplan, Stockholm.

## Offentlig konst i urval
- Jonas Alströmers byst i Alingsås
- Väggfontän i Sofiero, Helsingborg

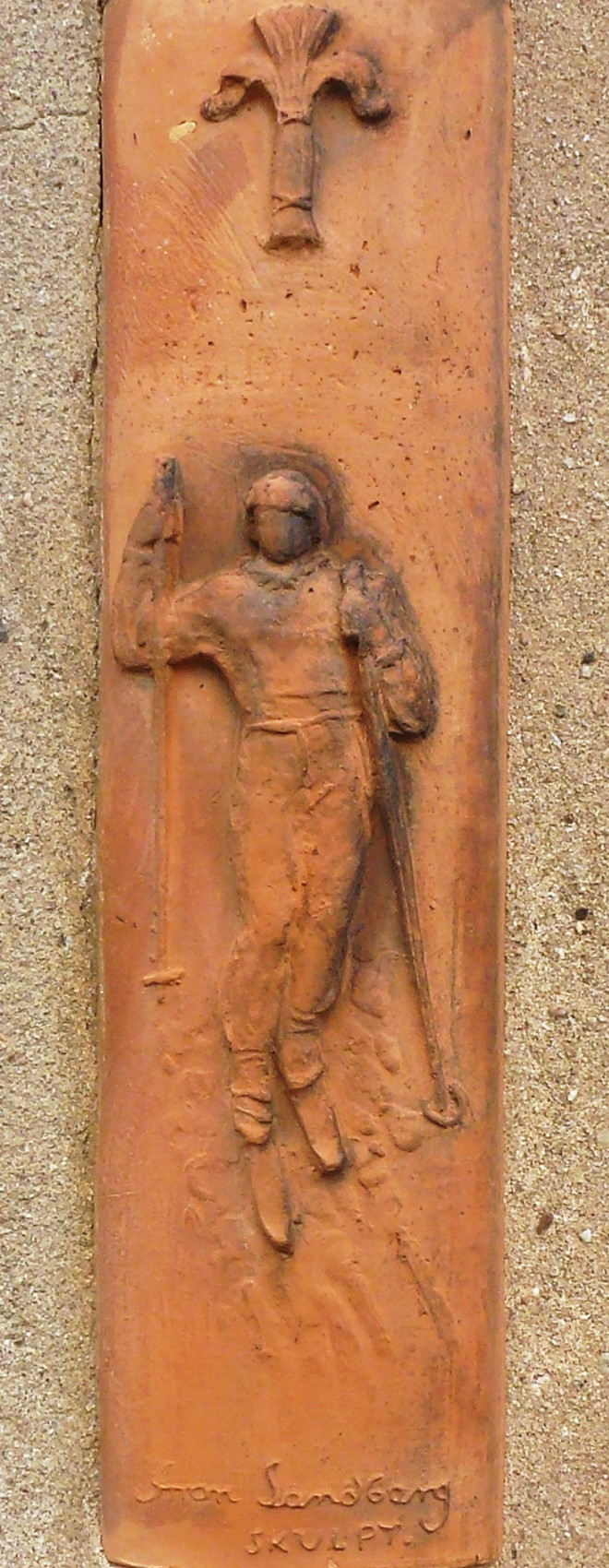
Vasaloppsåkare på Ludvika stadshus.

- Fasadskulpturer på Stockholms rådhus
- August Blanche-monumentet, Karlavägen, Stockholm
- Takfigurer vid Norr Mälarstrand, Stockholm
- Tegelreliefer i Centrumhuset, Stockholm
- Kopparskulptur till Sankt Görans Församlingshus, Stockholm
- Skulpturer till Röhsska museet i Göteborg
- Kristusfigur till gravkapell i Uppsala
- Stockholms-stocken, 1923, Stockholm
- Vindflöjel, koppar, 1923, Vattentornet i Vaxholm
- Reliefer i gjutjärn till M/S Kungsholm, 1928
- Jonas fiskafänge i hamnen i Viken På stenen som statyn står på sitter en skylt "TORS FISKAFÄNGE samt ARON SANDBERG
- Skulpturer i Mjölby stadshus och rådhuset i Askersund
- Tegelskulpturer på Ludvika stadshus
- Drottning Kristina, på Stockholms Stadshus fasad, nordvästra hörnet